# Винничківська сільська рада
Винничківська сільська рада — орган місцевого самоврядування у Пустомитівському районі Львівської області з адміністративним центром у с. Виннички.

## Загальні відомості
Історична дата утворення: в 1946 році.

## Населені пункти
Старостинському округу підпорядковані населені пункти:
- с. Виннички
- с. Гончари
- с. Дмитровичі

## Склад ради
- Староста: Марійко Михайло Степанович
- Діловод: Матичак Світлана Миронівна

### Керівний склад ради
| ПІБ                        | Основні відомості                                                 | Дата обрання | Дата звільнення |
| -------------------------- | ----------------------------------------------------------------- | ------------ | --------------- |
| Ребко Олег Богданович      | Сільський голова, 1970 року народження, освіта                    | 26.03.2006   | 31.10.2010      |
| Лещишин Любомир Романович  | Сільський голова, 1970 року народження, освіта вища, безпартійний | 31.10.2010   |                 |
| Марійко Михайло Степанович | Староста                                                          |              |                 |

Примітка: таблиця складена за даними джерела

### Депутати
Результати місцевих виборів 2010 року за даними ЦВК:
| № зп | № округу | Прізвище, ім'я, по батькові     | Дата визнання обраним | Відомості про обраного депутата                                                                                    |
| ---- | -------- | ------------------------------- | --------------------- | --- |
| 1    | 1        | Богдан Володимир Ігнатович      | 01.11.2010            | Освіта середня, позапартійний, тимчасово не працює                                                                 |
| 2    | 2        | Матичак Світлана Миронівна      | 01.11.2010            | Освіта середня, позапартійна, Винничківська сільська рада, секретар                                                |
| 3    | 3        | Якимець Микола Іванович         | 01.11.2010            | Освіта вища, позапартійний, ГРВП «Виннички», директор                                                              |
| 4    | 4        | Василиків Михайло Володимирович | 01.11.2010            | Освіта середня, позапартійний, Львівський національний університет імені Івана Франка, студент                     |
| 5    | 5        | Пинило Наталія Богданівна       | 01.11.2010            | Освіта середня, позапартійна, Винничківська сільська рада, головний бухгалтер                                      |
| 6    | 6        | Романко Віталій Ярославович     | 01.11.2010            | Освіта вища, позапартійний, Винничківська загальноосвітня школа І-ІІ ст., робітник по ремонту                      |
| 7    | 7        | Сус Назар Володимирович         | 01.11.2010            | Освіта середня, позапартійний, ВП «Дистанція сигналізації і зв'язку ст. Львів», інженер технічного відділу         |
| 8    | 8        | Венгерак Оксана Василівна       | 01.11.2010            | Освіта середня, член Конгресу Українських Націоналістів, тимчасово не працює                                       |
| 9    | 9        | Вергун Віра Романівна           | 01.11.2010            | Освіта середня, член Конгресу Українських Націоналістів, тимчасово не працює                                       |
| 10   | 10       | Кривуляк Богдан Романович       | 01.11.2010            | Освіта середня, член Конгресу Українських Націоналістів, тимчасово не працює                                       |
| 11   | 11       | Горошко Ігор Іванович           | 01.11.2010            | Освіта середня, позапартійний, тимчасово не працює                                                                 |
| 12   | 12       | Собецький Павло Петрович        | 01.11.2010            | Освіта вища, член Української селянської демократичної партії, Приватна агрофірма «Винниківська», головний агроном |
| 13   | 13       | Сокіл Тарас Ігорович            | 01.11.2010            | Освіта вища, позапартійний, Фірма «Клин», спеціаліст                                                               |
| 14   | 14       | Макогін Мирослав Володимирович  | 01.11.2010            | Освіта вища, позапартійний, тимчасово не працює                                                                    |
| 15   | 15       | Владика Іван Петрович           | 01.11.2010            | Освіта середня, позапартійний, ТзОВ «Ліф — Еко», електро-механік                                                   |
| 16   | 16       | Батіг Василь Васильович         | 01.11.2010            | Освіта середня, позапартійний, тимчасово не працює                                                                 |